# Daisy Christodoulou
Daisy Christodoulou es la directora de investigación educativa de la ONG Ark (Absolute Returns for Kids). Alcanzó la fama gracias a su extraordinario desempeño en el veterano programa concurso para universitarios University Challenge, conduciendo a la victoria al equipo de la Universidad de Warwick en la temporada 2006-2007. Ahora se ha hecho conocida también por su libro Seven Myths about Education (Siete mitos acerca de la educación), que postula que el conocimiento declarativo, por ejemplo el de hechos, es desatendido en la actual educación por la prioridad dada al conocimiento procedimental, el que consiste en habilidades.

## Siete mitos acerca de la educación
Los siete mitos que enumera en su libro son:
1. El conocimiento de datos impide o estorba la comprensión.
2. Cuando el profesor es el que dirige el proceso de enseñanza-aprendizaje, el estudiante es pasivo.
3. El siglo XXI cambia todo (lo que se necesita aprender).
4. Si no lo sabes, puedes buscarlo (para eso está Google).
5. Nuestros esfuerzos deberían centrarse en la enseñanza de habilidades (las que son susceptibles de aprenderse).
6. Los proyectos y las actividades son la mejor manera de enseñar y aprender.
7. Transmitir cultura es adoctrinar.